# Giải Viện Hàn lâm Nhật Bản lần thứ 45
Giải Viện Hàn lâm Nhật Bản lần thứ 45 (第45回日本アカデミー賞 dai 45 kai nihon akademishou) là lễ trao giải lần thứ 45 của Giải Viện Hàn lâm Nhật Bản, giải thưởng được trao bởi Viện Hàn lâm Nhật Bản và Hiệp hội Sho để vinh danh những tác phẩm, sự cống hiến trong quá trình làm phim.

## Đề cử và đoạt giải

### Giải thưởng
Nguồn:
| Phim điện ảnh xuất sắc của năm | Phim hoạt hình xuất sắc của năm |
| --- | --- |
| - Drive My Car - It's a Flickering Life - Last of the Wolves - Under the Open Sky - In the Wake | - Evangelion: 3.0+1.0 Thrice Upon a Time - Sing a Bit of Harmony - Fortune Favors Lady Nikuko - Jujutsu Kaisen 0 - Belle: Rồng và công chúa tàn nhang |
| Đạo diễn xuất sắc nhất của năm | Biên kịch xuất sắc nhất của năm |
| - Hamaguchi Ryusuke – Drive My Car - Shiraishi Kazuya – Last of the Wolves - Zeze Takahisa – In the Wake - Nishikawa Miwa – Under the Open Sky - Narushima Izuru – A Morning of Farewell | - Hamaguchi Ryusuke và Ōe Takamasa – Drive My Car - Ikegami Jun'ya – Last of the Wolves - Nishikawa Miwa – Under the Open Sky - Hayashi Tamio và Zeze Takahisa – In the Wake - Yamada Yoji và Asahara Yūzō – It's a Flickering Life                                                                       |
| Nam diễn viên chính xuất sắc nhất | Nữ diễn viên chính xuất sắc nhất |
| - Nishijima Hidetoshi – Drive My Car - Satoh Takeru – In the Wake - Suda Masaki – We Made a Beautiful Bouquet - Matsuzaka Tori – Last of the Wolves - Yakusho Kōji – Under the Open Sky | - Arimura Kasumi – We Made a Beautiful Bouquet - Amami Yūki – What Happened to Our Nest Egg!? - Nagano Mei – And So the Baton Is Passed - Matsuoka Mayu – Kiba: The Fangs of Fiction - Yoshinaga Sayuri – A Morning of Farewell                                                                           |
| Nam diễn viên phụ xuất sắc nhất | Nữ diễn viên phụ xuất sắc nhất |
| - Suzuki Ryohei – Last of the Wolves - Hiroshi Abe – In the Wake - Tsutsumi Shinichi – The Fable: The Killer Who Doesn't Kill - Nakano Taiga – Under the Open Sky - Murakami Nijirō – Last of the Wolves                                                                                        | - Kiyohara Kaya – In the Wake - Ishihara Satomi – And So the Baton Is Passed - Kusabue Mitsuko – What Happened to Our Nest Egg!? - Nishino Nanase – Last of the Wolves - Hirose Suzu – A Morning of Farewell                                                                                              |
| Âm nhạc xuất sắc nhất | Quay phim xuất sắc nhất |
| - Iwasaki Taisei / Ludvig Forssell / Bandoh Yuta – Belle: Rồng và công chúa tàn nhang - Iwashiro Taro – It's a Flickering Life - Otomo Yoshihide – We Made a Beautiful Bouquet - Muramatsu Takatsugu – In the Wake - Yasukawa Goro – A Morning of Farewell - Yasukawa Goro – Last of the Wolves | - Shinomiya Hidetoshi – Drive My Car - Kasamatsu Norimichi – Under the Open Sky - Kato Kohei – Last of the Wolves - Chikamori Masashi – It's a Flickering Life - Nabeshima Atsuhiro – In the Wake |
| Đạo diễn ánh sáng xuất sắc nhất | Chỉ đạo nghệ thuật xuất sắc nhất |
| - Takai Daiki – Drive My Car - So Kenjiro – Under the Open Sky - Kawai Minoru – Last of the Wolves - Tsuchiyama Masato – It's a Flickering Life - Kagetsuyoshi – In the Wake | - Harada Tetsuo – Baragaki: Unbroken Samurai - Imamura Tsutomu – Last of the Wolves - Nishimura Takashi – It's a Flickering Life - Fukuzawa Katsuhiro – A Morning of Farewell - Matsuo Fumiko – In the Wake                                                                                               |
| Thu âm xuất sắc nhất | Biên tập xuất sắc nhất |
| - Izuta Kadoaki, Nomura Miki – Drive My Car - Urata Kazuharu – Last of the Wolves - Takada Shinya – In the Wake - Nagamura Shota – It's a Flickering Life - Fujimoto Kenichi – A Morning of Farewell                                                                                            | - Yamazaki Azusa – Drive My Car - Ishijima Kazuhide – It's a Flickering Life - Ohata Hideaki – A Morning of Farewell - Kato Hitomi – Last of the Wolves - Hayano Ryo – In the Wake |
| Phim nước ngoài xuất sắc nhất | Diễn viên triển vọng của năm |
| - Không phải lúc chết - Tailor - Nomadland - Khát vọng đổi đời - Dune: Hành tinh cát | - Imada Mio – Tokyo Revengers - Nishino Nanase – Last of the Wolves - Miura Tōko – Drive My Car - Yoshikawa Ai – Honey Lemon Soda - Isomura Hayato – A Family và What Did You Eat Yesterday? - Onoe Ukon II – Baragaki: Unbroken Samurai - Miyazawa Hio – Kiba: The Fangs of Fiction - Fukase – Character |
| Giải thưởng Đặc biệt từ Hiệp hội | Giải thưởng Thành tích từ Chủ tịch Hiệp hội |
| - Ōbayashi Kyōko - Sasatake Toshiyuki - Tsukioka Sadao | - Kusabue Mitsuko - Toda Natsuko - Nogami Teruyo - Nozawa Masako - Mori Hanae - Yamazaki Tsutomu |
| Giải thưởng Đặc biệt từ Hiệp hội | Giải thưởng Shigeru Okada |
| - Ōtsuka Yasuo - Hara Masato - Tanaka Kunie - Chiba Sonny - Sawai Shinichiro - Takaiwa Tan - Emi Wada | - Kyoto Animation - Toei Animation |